# Ігішу-Векі
Ігішу-Векі (рум. Ighișu Vechi) — село у повіті Сібіу в Румунії. Входить до складу комуни Биргіш.
Село розташоване на відстані 213 км на північний захід від Бухареста, 34 км на північний схід від Сібіу, 110 км на південний схід від Клуж-Напоки, 94 км на північний захід від Брашова.

## Населення
За даними перепису населення 2002 року у селі проживали 292 особи.
Національний склад населення села:
| Національність | Кількість осіб | Відсоток |
| -------------- | -------------- | -------- |
| румуни         | 275            | 94,2%    |
| цигани         | 13             | 4,5%     |

Рідною мовою назвали:
| Мова      | Кількість осіб | Відсоток |
| --------- | -------------- | -------- |
| румунська | 276            | 94,5%    |
| циганська | 12             | 4,1%     |